# Kapselkatalog
Ein Kapselkatalog (oder Zettelbuch) ist ein Bibliothekskatalog und hier eine Sonderform des Zettelkatalogs. Er besteht aus Katalogkarten, die zu einer Einheit, der Kapsel, zusammengebunden werden. Im Gegensatz zu konventionell aufbewahrten Katalogkarten, konnte man in zu Kapseln gebundenen Karten schneller blättern.
Kapselkataloge waren im 19. Jahrhundert vor allem als Dienstkataloge verbreitet. Die verwendeten Katalogkarten waren aus praktischen Gründen oft größer, als die sonst üblichen. Es kam auch vor, dass die Katalogkarten durch ein Band zusammengehalten wurden (Strumpfbandkatalog). Je nach Fassungsvermögen der Kapseln enthielten diese unterschiedlich viele Katalogzettel.